# Пибба (король Мерсии)
Пибба (англ. Pybba) — король Мерсии (593—606).
Сын Креоды, Пибба сменил отца на троне Мерсии в 593 году. Во внешней политике ничем не отличился. Ненний в «Истории бриттов» сообщает, что у него было 12 сыновей. В 606 году он умер.